# Rudolf Veiel
Pour les articles homonymes, voir Veiel.
Rudolf Veiel (10 décembre 1883 à Stuttgart - 19 mars 1956 à Stuttgart) était un général allemand qui a servi au sein de l'armée de terre (Wehrmacht Heer) pendant la Seconde Guerre mondiale. Il a reçu la croix de chevalier de la Croix de fer.

## Biographie
Rudolf Veiel commence sa carrière militaire en tant que Fahnenjunker dans le 19e régiment d'uhlans en avril 1904. Le 18 août 1905, il est promu au grade leutnant.
Au début de la Première Guerre mondiale, Rudolf Veiel a le commandement d'un escadron dans le régiment de dragons de réserve de Wurtemberg. Il sert dans ce régiment jusqu'à la fin de la guerre.
Après la Première Guerre, Rudolf Veiel est membre du Freikorps au Wurtemberg (1919). À partir du 1er octobre 1920, il sert dans le 18e régiment de cavalerie (Saxe). À partir du 1er juin 1923, il commande un escadron dans le 10e régiment de cavalerie (Prusse). Il est promu au grade de major le 1er mars 1927. Dans la même année, Rudolf Veiel devient un adjudant dans la 3e division de cavalerie (Reichswehr). Il sert dans cette division comme adjudant jusqu'au 1er avril 1931 quand il devient oberstleutnant.
Du 1er novembre 1932 au 1er octobre 1935, Rudolf Veiel commande le 18e régiment de cavalerie. Il commande ensuite la 2e brigade de fusiliers jusqu'au 1er février 1938 quand il reçoit le commandement de la 2e Panzerdivision. Durant cette période, Rudolf Veiel est devenu oberst le 1er décembre 1933, generalmajor le 1er janvier 1937, et generalleutnant le 10 octobre 1938.
Dans les premiers temps de la Seconde Guerre mondiale, en tant que commandant de la 2e Panzerdivision, Rudolf Veiel joue un rôle important pendant l'invasion de la Pologne en 1939, en France en 1940, au cours de l'opération Marita (Yougoslavie et Grèce) en 1941, et pendant l'opération Barbarossa (Russie) en 1941. Le 3 juin 1940, pour ces actions en tant que commandant divisionnaire, il est décoré de la croix de chevalier de la Croix de fer.
Du 1er avril 1942 au 28 septembre 1942, après la défaite allemande aux portes de Moscou, Rudolf Veiel devient General der Panzertruppe. Il commande plus tard le XXXXVIII. Panzerkorps. Après le 28 septembre, Rudolf Veiel est nommé Chef des revitalisations au quartier-général du Heeresgruppe Mitte (Groupe d'armée Centre) et cela jusqu'au 6 juin 1943.
De septembre 1943 au 20 juillet 1944, il dirige la 5e région militaire (Wehrkreis V) à Stuttgart. Il est relevé de son commandement à cause de sa complicité dans le complot du 20 juillet 1944 visant à éliminer Adolf Hitler. Le 16 avril 1945, il est versé dans la réserve (Führer-reserve) à la disposition au Haut-commandement.
Après la guerre, il passe deux années en captivité dans un camp de prisonniers américain. Il est libéré le 12 mai 1947. Il décèdera neuf ans plus tard, dans sa ville natale de Stuttgart, à l'âge de 72 ans.

## Décorations
- Croix de fer (1914)
  - 2e Classe
  - 1re Classe
- Croix de chevalier du mérite militaire (Wurtemberg) (2 août 1917)
- Croix d'honneur pour combattants 1914-1918
- Agrafe de la Croix de fer (1939)
  - 2e Classe
  - 1re Classe
- Croix de chevalier de la Croix de fer
  - Croix de chevalier le 3 juin 1940[1]